# Levico Terme
Levico Terme és un municipi italià, dins de la província de Trento. L'any 2007 tenia 7.191 habitants. Limita amb els municipis d'Asiago (VI), Borgo Valsugana, Caldonazzo, Frassilongo, Luserna, Novaledo, Pergine Valsugana, Rotzo (VI), Tenna, Vignola-Falesina

## Administració
| Període | Identitat        | Partit        |
| ------- | ---------------- | ------------- |
| 2005-   | Carlo Stefenelli | Llista cívica |

- Levico Terme Online Arxivat 2017-09-13 a Wayback Machine.